# Asato Miyagawa
Asato Miyagawa (宮川 麻都?, Miyagawa Asato; Prefettura di Kanagawa, 24 febbraio 1998) è una calciatrice giapponese, centrocampista dell'Hammarby e difensore della nazionale giapponese.

## Carriera

### Club
Miyagawa si appassiona al calcio fin da giovanissima, giocando fin dall'età di sei anni prima di iniziare il percorso scolastico e proseguendo l'attività negli istituti che frequentò fino al 2010, anno in cui si trasferisce al Nippon TV Menina, academy di calcio dell'allora Nippon TV Beleza e giocando nelle sue formazioni giovanili.
Dal 2016 è inserita in rosa con la squadra titolare, che dal 2014 cambia denominazione in Nippon TV Beleza, debuttando così in Nadeshiko League Division 1, livello di vertice del campionato giapponese. Negli anni che seguirono vince per quattro volte consecutive il campionato, ottenendo anche due double e un treble campionato-coppa-League Cup nella stagione 2018.

## Palmarès

### Club
- Campionato giapponese: 4

Nippon TV Beleza: 2016, 2017, 2018, 2019
- Coppa dell'Imperatrice: 2

Nippon TV Beleza: 2017, 2018
- Nadeshiko League Cup: 2

Nippon TV Beleza: 2016, 2018
- Coppa di Svezia: 1

Hammarby: 2024-2025

### Nazionale
- Campionato mondiale under 20: 1

2018
- Campionato mondiale under 17: 1

2014